# Премьер-министр Индии
Премьер-министр Индии (англ.  Prime Minister of India, хинди भारत के प्रधानमंत्री Bhārat kē Pradhānmantrī) — глава Союзного кабинета министров Индии. Назначается Президентом Индии и является главным его советником. Он может быть депутатом любой из двух палат парламента Индии — Лок сабха (палата народа) и Раджья сабха (палата штатов), но должен быть представителем партии или партийной коалиции, имеющей большинство в Лок сабхе. Премьер-министр является старшим членом кабинета министров, он назначает и увольняет его членов, распределяет между ними полномочия и председательствует на его заседаниях. Возглавляемый им Союзный кабинет несёт коллективную ответственность перед Лок сабхой; премьер-министр должен поддерживаться большинством в Лок сабхе и должен уйти в отставку, если не сможет доказать поддержку большинства по инициативе президента.

## История
После принятия Британским парламентом 15 августа 1947 года Акта о независимости Индии Британская Индия была разделена на Индийский Союз и доминион Пакистан.
Главой Индийского союза являлся король Великобритании, представленный генерал-губернатором Индии (который утратил титул вице-короля). В сфере государственной власти монарх не обладал верховными полномочиями, правовые ограничения на его власть были закреплены в Акте о независимости, сохранившем в Индии положения Вестминстерского статута.
Правительство было образовано большинством из числа депутатов Центральной Законодательной Ассамблеи (нижней палаты парламента Британской Индии, Имперского Законодательного Совета; стоит также заметить, верхней палатой этого законодательного органа являлся Государственный Совет), представлявших избирательные округа, вошедшие в Индийский союз, с формальным назначением номинированных парламентариями министров генерал-губернатором.
С принятием Учредительным собранием 26 ноября 1949 года Конституции Индии и её вступлением в силу 26 января 1950 года Индийский Союз был преобразован в Республику Индия. Несмотря на лёгкость внесения поправок в текст Конституции, заложенные в неё изначально основы парламентской республики (когда правительство отвечает перед парламентом и формируется из депутатов партий, обладающих в нём большинством голосов, а в случае утраты доверия большинства либо уходит в отставку, либо добивается через президента роспуска парламента и назначения новых выборов), остались неизменны.